# Cupaniopsis leptobotrys
Cupaniopsis leptobotrys är en kinesträdsväxtart som först beskrevs av Asa Gray, och fick sitt nu gällande namn av Ludwig Radlkofer. Cupaniopsis leptobotrys ingår i släktet Cupaniopsis och familjen kinesträdsväxter. Inga underarter finns listade i Catalogue of Life.